# Dobre (Mazovië)
Dobre is een dorp in het Poolse woiwodschap Mazovië, in het district Miński. De plaats maakt deel uit van de gemeente Dobre en telt 1600 inwoners.